# وینستون ال. پروتی
وینستون ال. پروتی (به انگلیسی: Winston L. Prouty) سناتور سابق عضو حزب جمهوری‌خواه ایالات متحده آمریکا بود. وی در سال ۱۹۵۹ تا ۱۹۷۱ میلادی سناتور ایالت ورمانت در سنای ایالات متحده آمریکا بود.